# Aquagliceroporina

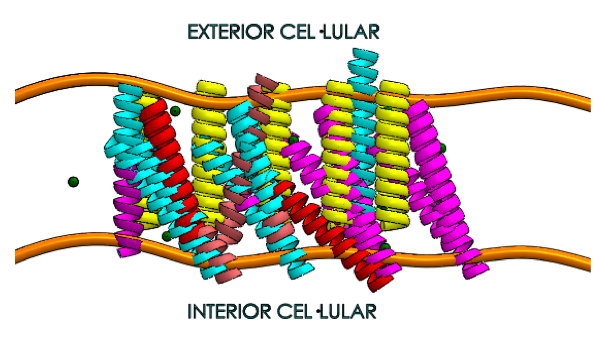
Model estructural de l'aquagliceroporina

Les aquagliceroporines són un tipus d'aquaporines que, a més transportar aigua, són capaces de transportar glicerol, urea, amoni, diòxid de carboni i altres soluts petits. Són proteïnes transmembrana que tenen una estructura molt similar entre elles. La major part de les aquagliceroporines s'inhibeixen en contacte amb compostos mercurials, però, d'altra banda, algunes d'elles són activades per aquests. Hi ha quatre tipus d'aquagliceroporines: les AQP3, les AQP7, les AQP9 i les AQP10.

## Estructura

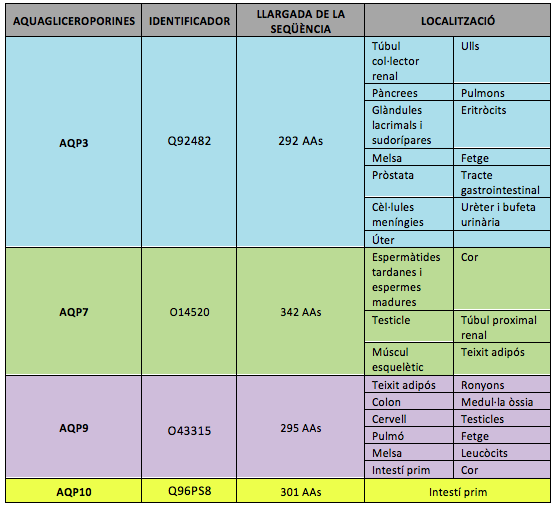
Localització i característiques de les aquagliceroporines

Pel que fa a la seva estructura, les aquagliceroporines són tetràmers de subunitats idèntiques disposades en un anell, amb un canal que travessa el centre de cada subunitat. També hi ha un porus al centre format per quatre subunitats proteiques, segellat per quatre tirosines que juntes bloquegen el canal.
Les aquagliceroporines i les aquaporines són estructuralment diferents. Per una banda, les aquaporines presenten un canal estret que és massa petit perquè passi el glicerol i per això només permeten el pas d'aigua. En aquest canal, l'arginina està estretament unida als aminoàcids mitjançant ponts d'hidrogen. D'altra banda, les aquagliceroporines presenten uns canals específics que permeten el pas del glicerol, ja que són més amplis. En aquests, l'arginina forma menys ponts d'hidrogen amb els aminoàcids del voltant, reduint així el flux d'aigua a través del canal.

## Filtre d'especificitat
Les aquagliceroporines tenen la capacitat de permetre que l'aigua i les molècules petites passin a través de la membrana, mentre que alhora, restringeixen el pas de protons i ions. Això és molt important, ja que el manteniment del gradient normal dels protons i els ions a través de la membrana cel·lular és essencial. La notable especificitat de les aquaporines s'aconsegueix mitjançant l'ús d'un filtre d'especificitat, que regula el pas de diferents substàncies.

## Origen i evolució
La família de les proteïnes transmembrana conté, entre d'altres, les aquaporines i aquagliceroporines. La seva evolució sembla remuntar-se a la duplicació d'un gen originari que va suposar l'aparició de dues proteïnes amb funcions diferents: per una banda les proteïnes que funcionen com a canals d'aigua, de les quals podrien sorgir les aquaporines, i per l'altra els canals de glicerol i urea, possibles predecessors de les aquagliceroporines.
És justament degut a aquesta duplicació, que hi ha bacteris i fongs que compten només amb una sola còpia de cada tipus de canal, que provindrien d'un mateix gen que, al duplicar-se, ha sofert algunes variacions. Es creu que més endavant, tant un com l'altre canal, es van diversificar en els animals i plantes gràcies a les successives duplicacions genètiques. En els vegetals, aquestes proteïnes es van acabar convertint en uns canals molt importants perquè regulen el flux d'aigua. L'origen de les quatre aquagliceroporines conegudes en mamífers (AQP3, AQP7, AQP9 i AQP10) i que curiosament no es troben en plantes, es deu a tres duplicacions de les proteïnes transportadores de glicerol

## Tipus

### AQP3

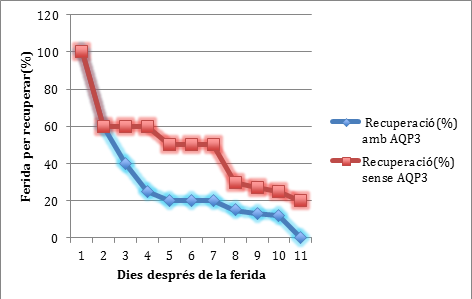
Efecte de l'AQP3 en la recuperació d'una ferida

Es troba a la membrana basolateral de les cèl·lules epitelials, al conducte col·lector medul·lar del ronyó, a les vies respiratòries, a l'intestí, a l'epidermis, a la bufeta orinaria i a la còrnia. Aquestes proteïnes tenen funcions específiques depenent de la seva localització.
Pel que fa al ronyó, l'AQP3 regula la sortida d'aigua basolateral del conducte col·lector, la qual entra a través de la AQP2. Això s'ha pogut comprovar gràcies a diversos estudis realitzats amb ratolins, els quals han permès entendre amb més detall la funció de les AQP3 en aquest òrgan. En aquests estudis es va comprovar que quan s'eliminava el gen de la AQP3, es produïa una reducció de la permeabilitat de la membrana basolateral, que al seu torn provocava una disminució del transport d'aigua transepitelial en diferents conductes renals.
Pel que fa a la pell, podem trobar-hi diferents tipus d'aquaporines, però la més característica és la AQP3, que s'ha trobat en els queratinòcits de rata, de ratolí i d'ésser humà. Segons estudis realitzats en ratolins sense el gen de la AQP3, s'ha pogut comprovar que la seva absència redueix la hidratació de la capa més superficial de l'epidermis i provoca una disminució de l'elasticitat de la pell, així com una alteració en la renovació de la capa còrnia de la pell i un retard en la curació de les ferides. A més a més, els ratolins usats per l'experiment no eren capaços de reduir la hidratació de l'epidermis quan hi havia una humitat molt alta.
Pel que fa al tracte gastrointestinal, les AQP3 estan implicades en la proliferació dels enteròcits.

#### Paper de l'AQP3 en el càncer de mama
Recentment, també s'ha investigat el paper d'aquesta aquagliceroporina en el desenvolupament del càncer de mama. Aquesta investigació va sorgir basant-se en anteriors estudis ja realitzats sobre les aquaporines 1, 3 i 5, que van demostrar l'elevada concentració d'aquestes proteïnes en els teixits de càncer de mama en relació amb teixits normals adjacents.
Aquestes troballes van associar l'AQP5 amb la diferenciació cel·lular, la invasió dels ganglis limfàtics, la posada en escena clínico-patològica i la proliferació i migració de les cèl·lules canceroses MCF-7 de la mama. També van vincular l'expressió de l'AQP1 amb el diagnòstic del grau del tumor i la facilitació de la migració cel·lular en cèl·lules canceroses 4T1.
Això van fer pensar en la possible relació entre les aquaporines, la migració cel·lular i el potencial metastàtic en càncer de mama humà. Malgrat tots aquests descobriments, poc es va trobar sobre la importància de l'AQP3 en aquest determinat càncer.
Així doncs, recentment es va dur a terme un estudi a mans del Cancer Institute and Hospital i Tianjin Medical University de Tianjin, China, que va investigar si les AQP3 en pacients amb càncer de mama podien facilitar l'actuació del FGF-2 (factor de creixement de fibroblasts-2),àmpliament distribuït en els teixits tumorals, en la migració cel·lular.
Els resultats d'aquest estudi van demostrar que així era, malgrat que encara es desconeixen els mecanismes exactes que condueixen a aquesta actuació. Les aquagliceroporines semblen, doncs, tenir un paper important en la migració cel·lular i metàstasi en alguns càncers determinats, com l'exposat anteriorment.

### AQP7

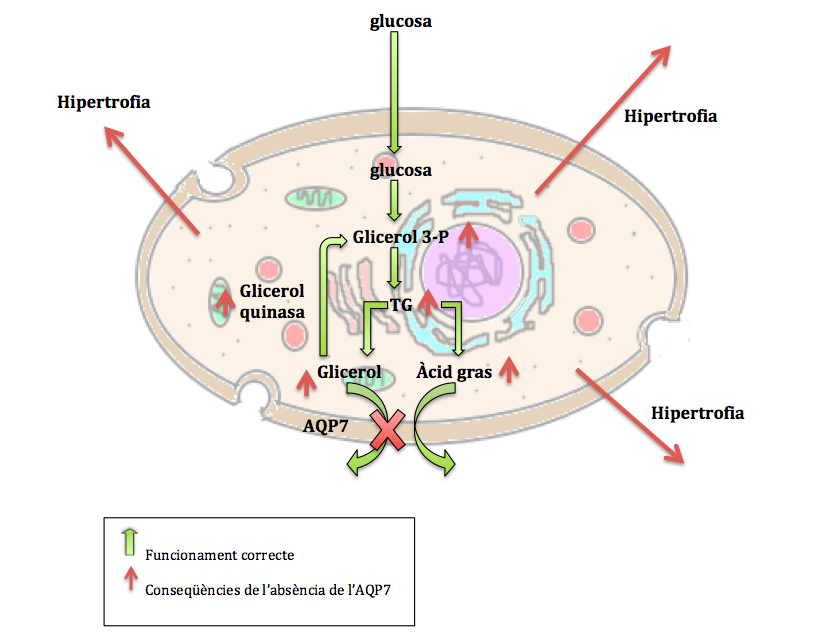
Conseqüències de l'absència d'AQP7 en l'obesitat.

Aquest tipus d'aquagliceroporina es troba en el teixit adipós, en l'esperma, en el ronyó i en múscul esquelètic. A més d'aigua, glicerol i urea, estudis han demostrat que també és capaç de transportar arsenit.
Podem trobar AQP7 en el teixit adipós blanc humà i en el teixit adipós marró de rates i ratolins, on està implicada en el metabolisme dels adipòcits. L'AQP7 regula l'acumulació de greixos perquè permet la sortida de glicerol de les cèl·lules grasses impedint la seva acumulació a l'interior. Per tant, en el cas de no tenir l'AQP7, es produiria la hipertròfia de l'adipòcit per acumulació de substàncies al seu interior, i si això no es solucionés i es produís en molts adipòcits a la vegada, podria provocar obesitat.
L'AQP7, com s'ha dit anteriorment, també es troba en el ronyó, concretament en el segment S3 del túbul proximal on, juntament amb l'AQP1, s'encarrega de regular la permeabilitat del túbul. Diversos estudis amb ratolins han demostrat que una absència d'AQP7, tot i reduir la permeabilitat d'aigua, no provoca grans anomalies en la concentració d'orina o en el balanç d'aigua. Això és degut al fet que el principal regulador d'aigua en el túbul proximal no és l'AQP7 sinó l'AQP1. Tot i així, els estudis també demostren que els ratolins amb absència d'AQP1 i AQP7 presenten majors trastorns en el transport d'aigua que aquells als que només els manca l'AQP1.
La AQP7 no està tan relacionada amb la reabsorció d'aigua com la AQP1, sinó amb la reabsorció de glicerol. A l'encarregar-se de l'absorció de glicerol, la deficiència d'aquesta proteïna provoca un descens dels nivells de glucosa en sang.

### AQP9
Es troba en els leucòcits humans i al fetge dels ratolins i les rates, així com a l'epidídim i a la pell.
Pel que fa al seu paper en el fetge, l'AQP9 és l'única que es troba a la zona basolateral dels hepatòcits. En aquest òrgan s'encarrega de regular l'entrada de glicerol durant la gluconeogènesi. En situacions metabòliques extremes té una funció important a l'hora d'augmentar la font de glicerol en els hepatòcits.
Pel que fa als leucòcits, en aquestes cèl·lules l'AQP9 és permeable a l'arsenita, substància que s'utilitza en quimioteràpia per tractar la leucèmia mielocítica. Per tant, la seva expressió en aquestes cèl·lules tumorals té una gran importància terapèutica.
Pel que fa al sistema reproductor masculí, les AQP9 no es troben en humans, però sí que estan implicades en la reproducció d'altres éssers vius com ara les rates. Com que el 90% de la reabsorció dels fluids testiculars es dona en l'epidídim, és raonable pensar que les AQP9 estan implicades en el manteniment de l'osmolaritat i la concentració metabòlica en el túbul del lumen, on es produeix la maduració de les cèl·lules de l'esperma.
Cal destacar que aquestes proteïnes tenen també un paper important pel que fa al sistema reproductor femení. En el tracte reproductor femení, es troba a les cèl·lules de granulosa que envolten l'ovòcit al fol·licle i també a la membrana apical de les cèl·lules epitelials de l'oviducte de rates. En diversos estudis s'ha detectat que es troba més AQP9 en les etapes amb més fluid oviductal i que la seva expressió està regulada per la presència d'hormones esteroidals.

### AQP10
L'aquaporina 10 (AQP 10) és una proteïna integral de la membrana composta per 301 aminoàcids i es coneix que està altament relacionada amb l'AQP3 i l'AQP9. Aquesta proteïna canal es troba al duodè i a les cèl·lules epitelials d'absorció del jejú.
Es poden distingir dos tipus d'aquesta aquaporina: la 264-amino-àcid proteïna i la 310-amino-àcid proteïna. Aquestes AQP-10 es diferencien pel fet que la primera no pot transportar glicerol o urea, mentre que la segona sí que pot fer-ho.
En ser l'aquagliceroporina que s'ha descobert més recentment, són encara desconegudes moltes de les seves funcions així com les patologies associades a la seva mancança. Malgrat això, les darreres investigacions científiques han demostrat la presència de l'AQP10 a la capa còrnia de la pell, on també s'hi havien identificat prèviament altres aquagliceroporines com l'AQP3. Els resultats d'aquestes estudis apunten com a funcions d'aquesta aquagliceroporina el manteniment del correcte estat d'hidratació i l'augment de la funció de barrera protectora de la pell.
Finalment, alguns estudis que han emprat tècniques d'immunocitoquímica, han pogut detectar la presència d'aquesta aquagliceroporina al teixit adipós humà, on també es troba l'AQP7. Aquest fet, ens ha permès saber que aquest tipus d'aquaporina és important pel manteniment de glicerol a l'interior dels adipòcits i per poder protegir els humans de malalties com l'obesitat.

## Aquagliceroporines i la seva relació amb la malària

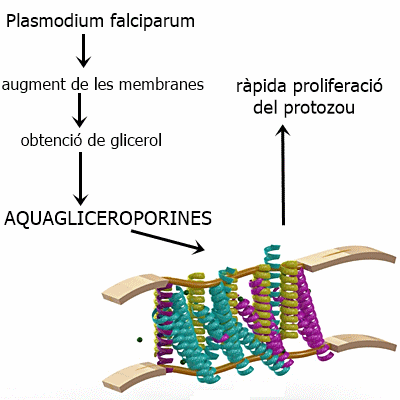
Paper de les aquagliceroporines en la malària

La malària és una malaltia causada per un paràsit, el protozou Plasmodium falciparum que es multiplica amb gran rapidesa a la sang de les persones que han estat infectades per ell a través d'un mosquit, la famella del gènere Anopheles.
Aquests paràsits envaeixen els glòbuls vermells dins dels quals es divideixen i, al cap d'un temps, surten destruint els glòbuls per poder infectar-ne altres. Per poder multiplicar-se aquests paràsits han de construir una gran quantitat de membrana, procés que requereix un gran esforç de biosíntesi i un important i constant subministrament d'àcids grassos i glicerol.
Un estudi recent, realitzat sobre el genoma del paràsit de la malària, va revelar la implicació d'una aquagliceroporina, la PfAQP (acuaporina del Plasmdium falciparum) en el procés de biosíntesi de membranes. Aquest projecte va permetre descobrir que el paràsit causant de la malària podia obtenir la major part del glicerol que necessitava directament la cèl·lula hoste en lloc de sintetitzar ell mateix el glicerol a partir de precursors de la glucòlisi.
Per captar el glicerol que circula a través del flux sanguini entre el teixit adipós i el fetge (on és utilitzat per sintetitzar glucosa), el paràsit utilitza una proteïna canal especial, una aquagliceroporina.
L'estructura de l'aquagliceroporina del paràsit de la malària té una especificitat dual, perquè per una banda, té l'arginina estretament unida als aminoàcids amb ponts d'hidrogen, com les aquaporines que transporten aigua, mentre que, per altra banda, presenta un canal més ampli que permet el pas del glicerol, facilitant que el Plasmdium falciparum pugui sintetitzar més fàcilment la membrana i que, per tant, es divideixi i proliferi més ràpidament.